# Agrupació Valencianista Republicana
La Agrupació Valencianista Republicana (AVR, Agrupación Valencianista Republicana) fue un partido político español, de ideología valencianista y republicano. Surgido en 1930 en Valencia, estuvo dirigido por Francisco Bosch Morata.

## Historia
La Agrupació Valencianista Republicana (AVR) celebró su junta general de constitución en Valencia el 24 de abril de 1930, tres meses después de la caída de la Dictadura de Primo de Rivera que había perseguido e impedido las actividades del nacionalismo valenciano. Su nacimiento habría obedecido a «la radicalización de los sectores pequeño burgueses valencianistas», tomando como modelo a la izquierda catalana. Alfons Cucó ha señalado que el primer número del semanario Avant, el órgano de prensa de la AVR, llevaba como lema una frase sacada de L'Opinió de Barcelona: «Encara hi ha empresonats per idees, encara hi ha exiliats per idees, encara hi ha monarquia» ('Todavía hay encarcelados por ideas, todavía hay exiliados por ideas, todavía hay monarquía'). Tampoco es casualidad, según Cucó, que para la aparición de Avant se escogiera el 13 de septiembre de 1930, séptimo aniversario del golpe de Estado de Primo de Rivera, lo que también constituía un homenaje a Pàtria Nova, que dejó de publicarse tras el golpe y del que Avant se consideraba continuador.
En el manifiesto de AVR que publicó Avant en su primer número se decía (en valenciano):

Opinamos que la Dictadura es el resultado inevitable de todo un régimen, y que el deber de todos los valencianos es contribuir a su rápida sustitución.
Sostenemos que solo una República puede dar una plena normalización política y realizar los ideales de la libertad valenciana.
Afirmamos, dentro de la pluralidad española, la existencia de la personalidad valenciana en sus aspectos económico, espiritual y político.

En cuanto a la organización del Estado AVR defendía el modelo federal, partiendo de la idea de que «dentro de la península ibérica, hay diversos pueblos, por la lengua y también por la economía. Por querer desconocer esta realidad, la política española parece una cosa vacía e inútil, una cosa triste que han inventado los políticos madrileños». También defendía el Estado laico. En cuanto al «Estado valenciano» AVR propugnaba: la desaparición de las provincias, que serían sustituidas por una organización comarcal; la constitución de un parlamento autónomo unicameral; la «cooficialidad de las lenguas valenciana y castellana»; la competencia exclusiva, sobre diversas materias, y especialmente sobre la enseñanza, que debía impartirse en la lengua materna del alumno; y el concierto económico. Y en cuanto a su modelo económico y social se suele situar en la «izquierda burguesa» como lo demostraría que defendiera que «la propiedad de la tierra se organizará aceptando el principio de que el propietario ha de ser el la trabaja» o que «será inexcusable el reconocimiento del trabajo como valor imprescindible, con todos los derechos para la marcha de la economía», pero sin ir más allá. Algunos autores han señalado que su ideario estaba cercano al de Esquerra Republicana de Catalunya.
En las elecciones municipales del 12 de abril de 1931, cuyo resultado adverso para la Monarquía en las grandes ciudades iba a suponer la proclamación de la Segunda República Española dos días después, AVR consiguió dos concejales en el Ayuntamiento de Valencia (Francesc Soto y Enrique Durán). En esa misma votación Joaquim Reig, de la Unión Valencianista Regional también había conseguido el acta de concejal, presentándose por el bloque monárquico. Como ha señalado Alfons Cucó, «por primera vez en su historia, el valencianismo político conseguía voz y voto en el consistorio valenciano». Los tres concejales acordaron formar la «minoría valencianista» en el Ayuntamiento de Valencia comprometiéndose a votar conjuntamente sobre «la actuación municipal en el aspecto valencianista, político y administrativo», poniéndose «en todos momento al servicio del régimen republicano», y dejando libertad de voto en el resto de asuntos. «No obstante, la violencia del enfrentamiento en el Ayuntamiento de Valencia, entre la mayoría municipal blasquista y las diferentes minorías, hizo especialmente fugaz este primer ensayo de colaboración entre los dos sectores más vigorosos del valencianismo político», ha advertido Alfons Cucó.

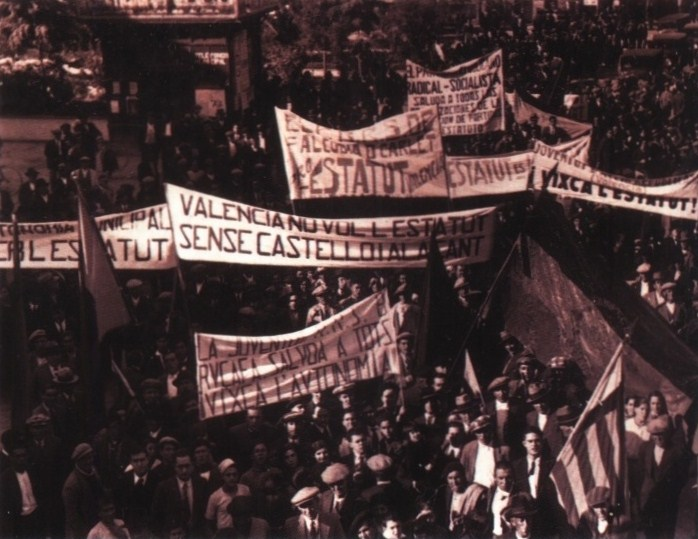
Manifestación en Alcira el 27 de septiembre de 1932 en apoyo del Estatuto de autonomía de toda la región valenciana (y no exclusivamente de la provincia de Valencia como estaba planteando el blasquista PURA). En una de las pancartas se puede leer: «València no vol l'Estatut sense Castelló i Alacant» ['Valencia no quiere el Estatuto sin Castellón y Alicante'].

La AVR apoyó, aunque con algunas reservas, el Anteproyecto de Estatuto de Autonomía de la Región Valenciana presentado el 11 de julio de 1931 y promovido por el PURA, pero se opuso a la pretensión de los blasquistas de reducir el Estatuto a la provincia de Valencia, tras las reticencias planteadas desde Castellón y desde Alicante. Así, en septiembre de 1932 hacía público un manifiesto al «Poble Valencià» en el que calificaba como «nocivos» «la renuncia fácil» a la «autonomía valenciana» (que tenía que servir «para regenerar nuestra vida política, para depurarla de vicios y lacras de nuestro pasado envilecedor, para acortar distancias, para salvar las dificultades creadas por el espíritu divisionario de la monarquía, para unificar sentimientos y esfuerzos en pro de un ideal común») o «el propósito deliberado de origen partidista, de propugnar el Estatuto de una parte del País Valenciano» (en referencia esto último al proyecto del PURA de que el Estatuto de Autonomía solo incluyera a la provincia de Valencia). Debido a la buena acogida que tuvo el Manifiesto la AVR convocó una reunión en su sede de «todos los sectores de la política valenciana» de la cual surgió la llamada Conjunción de Partidos pro Estatuto. Y el 27 de noviembre la Conjunción de Partidos pro Estatuto celebró un gran mitin en Alcira en favor de un Estatuto de Autonomía de las tres provincias, que constituyó un gran éxito ya que asistieron unas quince mil personas y representaciones de ochenta municipios.
En 1933 mantuvo una agria polémica con Joaquim Reig y con las plataformas que le apoyaban —el Centre d'Actuació Valencianista (CAV) y el semanario El Camí — a propósito de la propuesta de este, conocida con el nombre de «valencianismo totalitario», que suponía que las organizaciones valencianistas debían abandonar sus diferencias en aras de un bien superior: el «reconocimiento de la plena personalidad del País Valenciano». La AVR mantuvo contactos con representantes del CAV y el 18 de marzo de 1933 El Camí anunciaba que de la reunión conjunta de las dos organizaciones había surgido la propuesta de formar un nuevo partido «totalitario» con el nombre de Acció Valencianista Republicana, cuya finalidad inmediata sería «la propaganda y obtención de la autonomía del País Valenciano a través de un Estatuto». Sin embargo, la AVR rechazó finalmente integrarse en el nuevo partido por las discrepancias surgidas sobre la cuestión de la enseñanza —el CAV condenaba toda «veleidad de monopolio en la enseñanza», mientras que la AVR aspiraba «a la socialización integral de la enseñanza»—, aunque la cuestión de fondo radicaba en que las dos formaciones sustentaban posiciones políticas opuestas, derechistas el CAV e izquierdistas la AVR.
El enfrentamiento se ahondó cuando Joaquim Reig fue elegido diputado por Barcelona en la lista de la Lliga Catalana (nuevo nombre de la Lliga Regionalista liderada por Francisco Cambó). La AVR manifestó que había salido elegido «por los votos de las mujeres barcelonesas de mantilla y rosario» y que al presentarse por la Lliga había descubierto el significado auténtico de su doctrina «totalitaria»: «Que no nos hable de retrasos en la renovación valencianista quien compromete el valencianismo con su maridaje con la defensa de unos intereses de clase y de partido bien lejanos de la democracia que pregona». Esta crítica fue contestada de forma muy dura por El Camí: «Nosotros no mantendremos desde ahora ningún contacto con la AVR. Para nosotros ha dejado de existir. Y recomendamos a nuestros amigos que por patriotismo abandonen una entidad que ataca injustamente al hombre que más ha hecho por el valencianismo desde el advenimiento de la República».
Las críticas a Reig se acrecentaron cuando el grupo parlamentario de la Lliga Catalana, del que Reig formaba parte, instó en mayo de 1934 al gobierno presidido por el valenciano Ricardo Samper a que presentara ante el Tribunal de Garantías Constitucionales un recurso contra Ley de Contratos de Cultivo aprobada por el Parlamento de Cataluña y que el alto tribunal anuló al mes siguiente. Aún más cuando, tras la fracasada proclamación del Estado Catalán de octubre, las Cortes republicanas suspendieron la autonomía catalana (y los miembros del gobierno de la Generalitat fueron condenados a varios años de prisión), y especialmente cuando en 1935 el gobierno nombró como gobernador general de Cataluña a Ignacio Villalonga, una de las figuras más relevantes del valencianismo conservador y mentor de Reig. Tras atacar su «valencianismo ocasional y negativo», la AVR le echó en cara que había aceptado «un cargo de gobierno que sustituye a la más alta magistratura de Cataluña [la Generalitat]». Su comunicado acababa diciendo: «Ahora y siempre, Cataluña, como Valencia, ya sabe donde están los valencianistas auténticos».
La polémica del «valencianismo totalitario» radicalizó a la AVR, ganando posiciones en su seno el ala izquierda, partidaria de colaborar con las organizaciones obreras y de participar en las iniciativas «antifascistas» promovidas por el Partido Comunista de España y por los grupos de la «izquierda burguesa» (Izquierda Republicana y Esquerra Valenciana, básicamente). Las Juventudes se integraron en un Frente Juvenil en «defensa de la cultura y de las libertades democráticas, amenazadas hoy más que nunca por las ansias imperialistas del fascismo», que pidió «la concesión de una amplia amnistía que comprenda a todos los que lucharon en su día contra la opresión fascista» (en referencia a los condenados por la fracasada Revolución de Octubre de 1934). Entre estos se encontraban los concejales de la AVR que habían sido destituidos por orden del gobernador civil «por presunta intervención en el movimiento sedicioso último», a pesar de que la AVR no había participado. Lo que sí había hecho era hacer público un manifiesto conjunto con Esquerra Valenciana e Izquierda Republicana en protesta por la entrada en el gobierno de tres ministros de la CEDA, «un partido de cuya sinceridad en su afecto a la misma [a la República]... podemos dudar». En ese llamamiento «A la izquierda valenciana», publicado en El Mercantil Valenciano el 5 de diciembre de 1934, también se incluía el acuerdo de las tres formaciones políticas firmantes en «aunar ordenadamente su acción política en defensa de los postulados de dignificación y orientación izquierdista de la República».
Estas iniciativas en favor de la unidad de la izquierda culminaron un año después con el nacimiento del Partit Valencianista d'Esquerra, cuyo congreso fundacional se celebró en Valencia el 8 de diciembre de 1935. La nueva formación política englobaba a la AVR, al CAV (que había adoptado una posición izquierdista tras desalojar de la presidencia de la entidad a Joaquim Reig) y al Centre Valencianista de Xàtiva, y a la que después se adhirieron otras organizaciones valencianistas.